# Innzmouth
Innzmouth ist eine 2010 gegründete Funeral-Doom-Band.

## Geschichte
Der syrische Musiker Demon of Darkness gründete Innzmouth 2010 als Soloprojekt. Bereits im folgenden Jahr debütierte er mit Innzmouth mit der Beneath the Darksome Waters MC-Single über Nihilistic Winter Productions. Anschließend stieß der Amerikaner „Reverend John Hex“ zu Innzmouth. Gemeinsam nahm das 2012 Duo das über Satanarsa Records veröffentlichte Debüt Lovecraft‘s Dream auf. 2013 folgte Crowned with Abnormality. Die EP erschien über NitroAtmosfericum Records. Im gleichen Jahr wurde das Debüt hinzukommend über Le Crépuscule du Soir Productions veröffentlicht.
Die Veröffentlichungen erhielten nur wenig Resonanz. Vornehmlich das Album wurde international wahrgenommen und derweil zwiegespalten rezipiert. Mike Liassides besprach das Album für Doom-Metal.com als „reichlich generisch vage Sammlung mystischer Bilder“ und vergab vier von zehn optionalen Punkten. Für Metal Crypt schrieb Sargon the Terrible, bei einer Wertung von 2,6 fünf möglicher Punkte, dass Lovecraft‘s Dream „solide, jedoch nicht revolutionär“ sei. Für das Webzine Sorrow Eternal vergab Murmaider sechs von zehn Punkten und bescheinigte der Band Potential, welches jedoch auf dem Album noch nicht ausgeschöpft würde. Höher beurteilte Ivan Tibos das Album für Concrete Web, er vergab 92 von 100 Punkten und lobte Lovecraft‘s Dream als exzentrische Vision eines an H.P. Lovecraft orientiertem Funeral Doom.

## Stil
Als „grimmig repetitiven und reichlich generischen“ Funeral Doom mit Anleihen aus dem Black Metal und dem Death Doom wird die Musik von Innzmouth in der Datenbank des Webzines Doom-Metal.com geführt. Zum einordnenden Vergleich verweist Ivan Tibos für Concrete Web auf „Evoken, Ahab, Thergothon, Shape of Despair and Skepticism“. Mit solch populären Interpreten sei die Grundrichtung der Musik beschrieben, doch das auf das Werk von H. P. Lovecraft hin konzeptionell ausgerichtete Projekt Innzmouth erweitere den grundlegenden Stil um akustische Phasen, dissonante Riffs, ein obskures und ätherisches Synthesizer-Spiel sowie ergänzende Elemente aus Doom Death und Black Metal. Klang und Atmosphäre seien „dicht, bedrückend, hypnotisch und kraftvoll“. Der gutturale Gesang variiert gelegentlich vom tiefen Growling zu einem, dem Black Metal entlehntem Schreien.

## Diskografie
- 2011: Beneath the Darksome Waters (MC-Single, Nihilistic Winter Productions)
- 2012: Lovecraft‘s Dream (Album, Satanarsa Records; 2013, Le Crépuscule du Soir)
- 2013: Crowned with Abnormality (EP, NitroAtmosfericum Records)